# مجاعة أيرلندا الكبرى

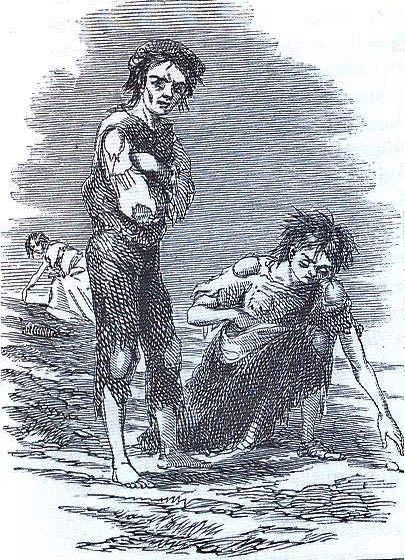
بعض الجوعى في بلدة سكيبرين، بريشة جيمس ماهوني (1810–1879)، نُشرت في أخبار لندن المصورة، سنة 1847.

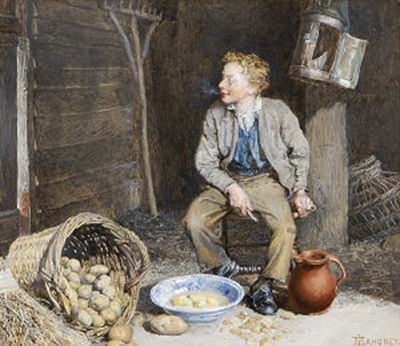
"دخان على المكار" رسمة للفنان الأيرلندي جيمس ماهوني.

مجاعة أيرلندا الكبرى أو مجاعة البطاطس الإيرلندية حدثت بين 1845م و 1852م. وسببت وفاةَ مليون إنسان وهجرة مليون آخر من أيرلندا فانخفضت نسبة السكان بحوالي 20%-25% في الجزيرة ، كان ثلث سكان أيرلندا يعتمد على أكل البطاطس في التغذية بسبب الفقر، وفي أربعينيات القرن التاسع عشر أتلفت آفة زراعية تُسمى باللفحة المتأخرة محاصيل البطاطس في أنحاء أوروبا  وكذلك تضررت أيرلندا ولكن بشكل كبير فتفاقمت فيها الخسائر البشرية ويرجع ذلك إلى عدد من الأسباب الاقتصادية والسياسية والثقافية التي تظل محل جدل تاريخي، وفي أثناء هذه المجاعة استمر دفع الإيجارات والضرائب والتصدير، لقد غيرت هذه المجاعة المشهد السكاني والسياسي والثقافي في أيرلندا إلى الأبد وأصبحت نقطة تاريخية فاصلة في تاريخها.

## السياق التاريخي والأسباب

### حرمان الأيرلنديين الكاثوليك من حقوقهم
لقد عاشت إيرلندا قصة اضطهاد أوقعتهُ الأقليةُ البروتستانتية على الأكثريةِ الكاثوليكية في القرنين السابع عشر والثامن عشر، حيث مُنعَ الكاثوليك من تملّكِ الأراضي ومن التعليمِ ومن حق الانتخابِ ومن دخول البرلمان الأيرلندي آنذاك، كما سُنَّ قانون يُلزم الكاثوليك بتقسيم تركة الميت من الأرض بين الأبناء بالتساوي، وإذا ما غيّر الأخُ الأكبر مذهبَهُ إلى البروتستانتية يحصل على التركة كاملة، كما قررت الأقليةُ الكثيرَ من القوانين التي أَفقرتْ الأكثرية وأدت إلى تدهور حالتهم الاقتصادية طوال عقود طويلة قبل المجاعة الكبرى، وفي المقابل مكنت هذه القوانين الأقليةَ من السيطرة على مفاصل الحياة.
عندما حكمت المملكةُ المتحدة أيرلندا في 1801م احتكرت الاقتصاد الأيرلندي أكثر من ذي قبل، وازدادات أعداد الأيرلنديين وعاشوا في ظروف صعبة حينذاك  على الرغم من أن بريطانيا أصدرت قرار التحرير في 1829م الذي أُعيدت به للكاثوليك حقوقهم التي سلبتها الأقليةٌ منهم مثل دخول البرلمان ، وكان لأيرلندا ممثلين في مجلس العموم ومجلس اللوردات ، وقد واجهت الحكومات البريطانية المتعاقبة مشكلة كيفية الحكم في بلدٍ وصفها رئيس الوزراء البريطاني بينجامين دزرائيلي في عام 1844م بأن «سكانها جائعون وأرستقراطيوها غائبون عنها ولديها مذهب كنسي مختلف بالإضافة إلى وجود ضعف تنفيذي فيها لا مثيل له في العالم»

### ملاك الأراضي والمستأجرون
استعمل ملاك الأرض سلطاتِهم دون ضمير في وجه الأيرلنديين الفقراء، وكانت الطريقة التي تُدارُ بها أَملاكُ مُلاك الأراضي وهم الأنجلو-إيرلنديين البروتستانتيين الذين كانت أعداد منهم تسكن في إنجلترا فسُمُوا بملاك الأراضي الغائبين سببًا آخر في المجاعة، وتوفر هذه الطريقة راحة البال للمُلاك من خلال ترك مهمة جمع أموال الإيجارات للوسيط أو الوكيل، ومن عيوب هذا النظام أنه ترك الوسطاء يستغلون المستأجرين. وقد اعتبرت الحكومةُ البريطانيةُ في عام 1843م موضوعَ الأراضي والعقاراتِ في أيرلندا أساسَ مشكلةِ السخط وعدم الولاء، فبعثت بلجنة ملكية للبحث في القوانين المتعلقة بتملك الأراضي في أيرلندا، وقد وصفَ السياسيُ والمحامي الأيرلندي دانيال أوكونل الذي أجبرَ الحكومةَ البريطانية في عام 1829م على إصدار قرار التحرير -وصفها- بأنها لجنة متحيزة مكونة من ملاك الأراضي دون المستأجرين، ولكن اللجنة صرحت في فبراير من عام 1845م بأنه «يستحيل وصف الحرمان المستمر الذي يتحمله الأيرلنديون بصمت، طعامهم البطاطس وشرابهم الوحيد هو الماء ومساكنهم نادراً ما تحميهم من شدة الطقس، ويندر وجود السرير واللحاف، وتشكل كل خنازيرهم مع الروث ممتلكاتهم الوحيدة»، وقالت اللجنة بأن السبب في تردي أوضاع الأيرلنديين هو العلاقة السيئة بين ملاك الأراضي والمستأجرين، وقد كان معظم هؤلاء المُلّاك ينظرون لأيرلندا على أنها أرضٌ عدائية وليست مناسبة للعيش، فعاش كثير منهم خارجها وقد لا يأتي أحدهم إلى أملاكه إلا مرة أو مرتين في حياته أو قد لا يأتي أبداً، فأصبحت أموال الإيجارات تحول من أيرلندا لتتكوم رؤوس الأموال وتُنفق بإنجلترا.

### المستأجرون وتقسيم الأرض والإفلاس
أدى قانون تقسيم التركة المفروض على الكاثوليك قبل الحكم البريطاني إلى تناقص ملكيتهم من الأراضي، فصارت حصصهم الزراعية محدودة للغاية، ولم تكفِ قطع الأرض الزراعية الفلاحَ لينوع في مزروعاته كي يحصل على محاصيل متنوعة ولتربية الماشية، كذلك لم يجدوا نباتا ينتج محصولاً على مساحة محدودة من الأرض ويكفي لإطعام عوائلهم غير البطاطس، لذا قررت بريطانيا عدم قانونية طريقة تقسيم التركة بعد حدوث المجاعة.
كانت حصص المزراعين من الأراضي الزراعية التي يستأجرونها صغيرة جداً، كذلك كانوا يستأجرونها من ملاكها ويضطرون ليعملوا دون مرتب لتسديد إيجار الأرض ولينتجوا محصولاً بالكاد يكفي لإطعام أسرهم، لذا زرعوا البطاطس بكثرة للسبب ذاته فأصبحت البطاطس كثيرة الزراعة، وبالتالي أصبح نظام أيرلندا زراعي أحادي وهو عامل مهم أدى إلى كارثة المجاعة. إن امتلاك قطعة أرض في أيرلندا في بداية القرن التاسع عشر يعني الفرق بين الحياة والموت.

### الاعتماد على البطاطس

إنتاج البطاطس خلال المجاعة الكبرى في أيرلندا. ملاحظة: السنوات 1844م، 1845م، 1846م و1848م هي سنوات مستقرة.

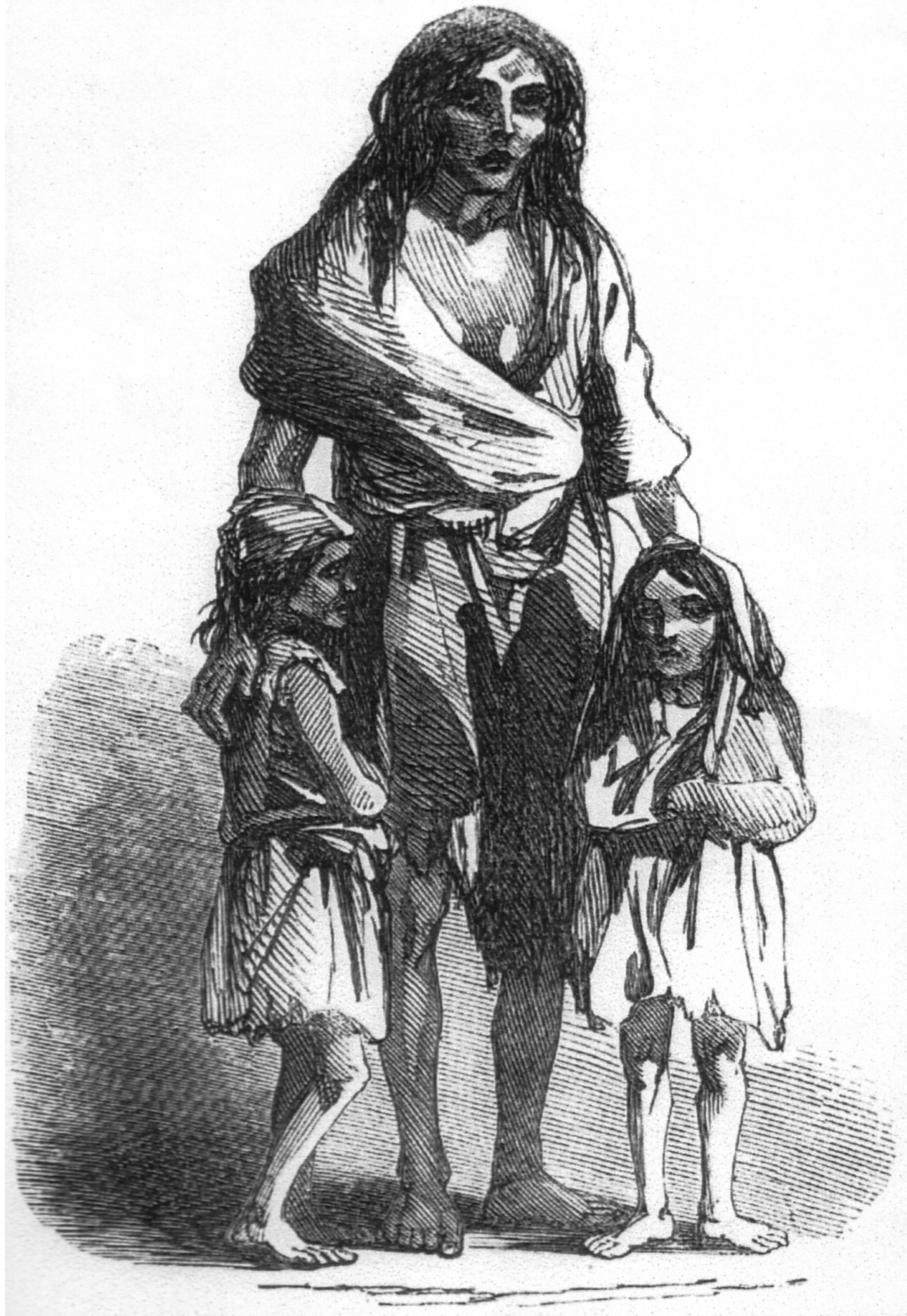
رسمة لبرجيت اودينل وابنتيها في أثناء المجاعة 1849م.

عندما دخلت نبتةُ البطاطسِ إلى أيرلندا من أميركا الجنوبية كانت مجرد نبات زينة يوضع في الحدائق، ثم أصبحت البطاطس في أواخر القرن السابع عشر طعاماً شائعاً ثم تحولت إلى طعام أساسي للفقراء خصوصا في فصل الشتاء ، وقادَ الاعتمادُ على زراعة البطاطس وإهمال المحاصيل الأخرى في أيرلندا إلى كارثة غذائية بعد أن أتلفت آفة اللفحة المتأخرة الزراعية محاصيل البطاطس، ولم تكن إيرلندا البلاد الوحيدة التي أصابت محاصيلها هذه الآفة بل أصيبت دول أوربية أخرى بها لكن لم يحدث بها مجاعة نظراً لعدم اعتمادهم على البطاطس كمصدر أساسي بالإضافة لانعدام الظروف والأسباب الأخرى التي قادت إلى وقوعها في ايرلندا.
لقد استُخدمت البطاطس كمحصول غذائي وأيضاً علفاً للماشية قبل أن تحدث المجاعة الكبرى فحوالي 33% من الإنتاج الزراعي للبطاطس أي ما يُقدر بـ 5,000,000 طن أمريكي (حوالي 4,500,000 رطل) كان يتم استخدامه كغذاء وعلف.

### الآفة الزراعية
حدثت مجاعات عديدة في إيرلندا لكنها لم تلفت الانتباه لصغرها، وقد أظهرت السجلات 24 دماراً -خلال العقود السابقة للمجاعة- في محاصيل البطاطس بسبب آفات زراعية، وهذا يؤكد على أنه ليس من الحكمة الاعتماد على البطاطس وحده كنبات زراعي غذائي. لم تتحمل أيرلندا صدمة الخبر عندما أُعلنَ عن دخول آفة غير معروفة وهي اللفحة المتأخرة إليها حيث تَلفِ ثلثُ محصول السنة الأولى. يعود أصل آفة اللفحة المتأخرة إلى وادي تولوكا في المكسيك، حيث انتقلت منه لتنتشر في أميركا الشمالية ثم عبر السفن في أوروبا. نُشرت الأخبار عن تلك الآفة الجديدة عبر صحف أوروبا وأيرلندا آنذاك، فما إن رست السفن بين صيف وخريف عام 1845م في الموانئ الأوربية حتى انتشرت اللفحة المتأخرة في وسط وشمال أوروبا في حقول بلجيكا وهولندا وشمال فرنسا وجنوب إنجلترا  ومن ثم بقية أوروبا.

## الآراء حول المجاعة

### رأي الأيرلنديين

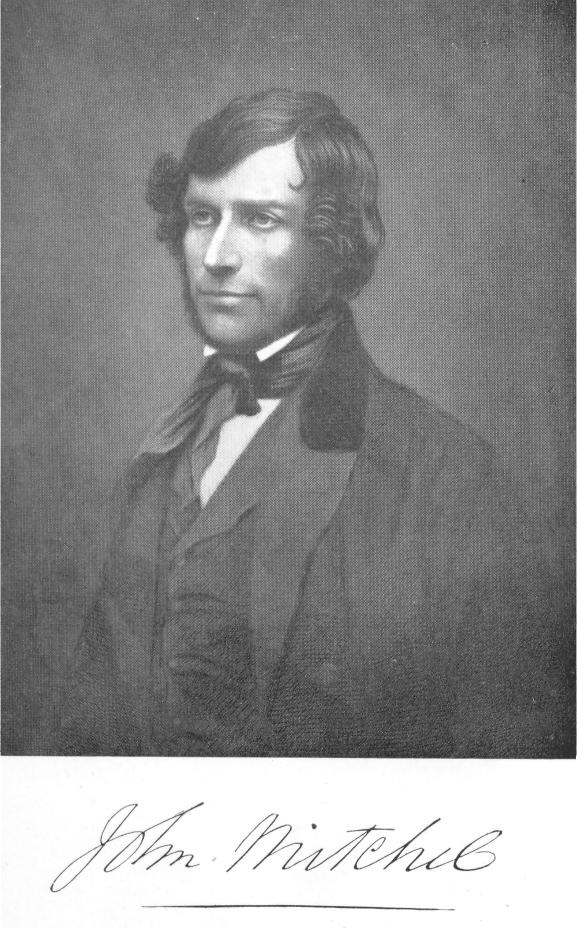
جون ميتشل

ألقى الأيرلنديون اللومَ على حكومة أغنى إمبراطورية في العالم أي الحكومة البريطانية، حيث شَعَرَ الأيرلنديون أن الحكومة البريطانية تقاعست عن إغاثة أيرلندا الجزيرة التي تعتبرها جزء منها، لم تقدم الطعام مباشرة إلى المنكوبين، ولم تغلق باب التصدير من أيرلندالكي تنخفض قيمة الأغذية ومن ثم يتمكن معظم سكان أيرلندا الفقراء الذين كانوا يعيشون على البطاطس الرخيص من الشراء، ولم تفتح الباب أمام الإستيراد الأجنبي، فلم يجد الكثير من السكان الفقراء في أيرلندا ما يأكلوه.
أصبح التمرد هو السبيل الوحيد للنجاة، وقد كتب الكاتب السياسي الأيرلندي جون ميتشل في صحيفة الأمة عن ذلك ملمحا إلى دور الجوع في قيام الثورات  «الشعب الأيرلندي يتوقع المجاعة يوما بعد يوم»، وأنهم يرون أن السبب في حدوث المجاعة ليست إرادة الله بل السبب هو«سياسة إنجلترا الطماعة والقاسية»، واستمر في نفس المقال المعنون ب«الحكم الإنجليزي» قائلا «عندما يجلس الأطفال للأكل لا يروا في صحون عشاءهم الزهيد إلا انعكاس مخالب إنجلترا»، وقد كتب في ما بعد كتاب أسماه فتح أيرلندا الأخير  في 1861م، ويرى فيه أن سياسة البريطانين تجاه المجاعة كانت قتلا عمدا للشعب الأيرلندي قائلا العبارة الشهيرة:

### رد الحكومة البريطانية

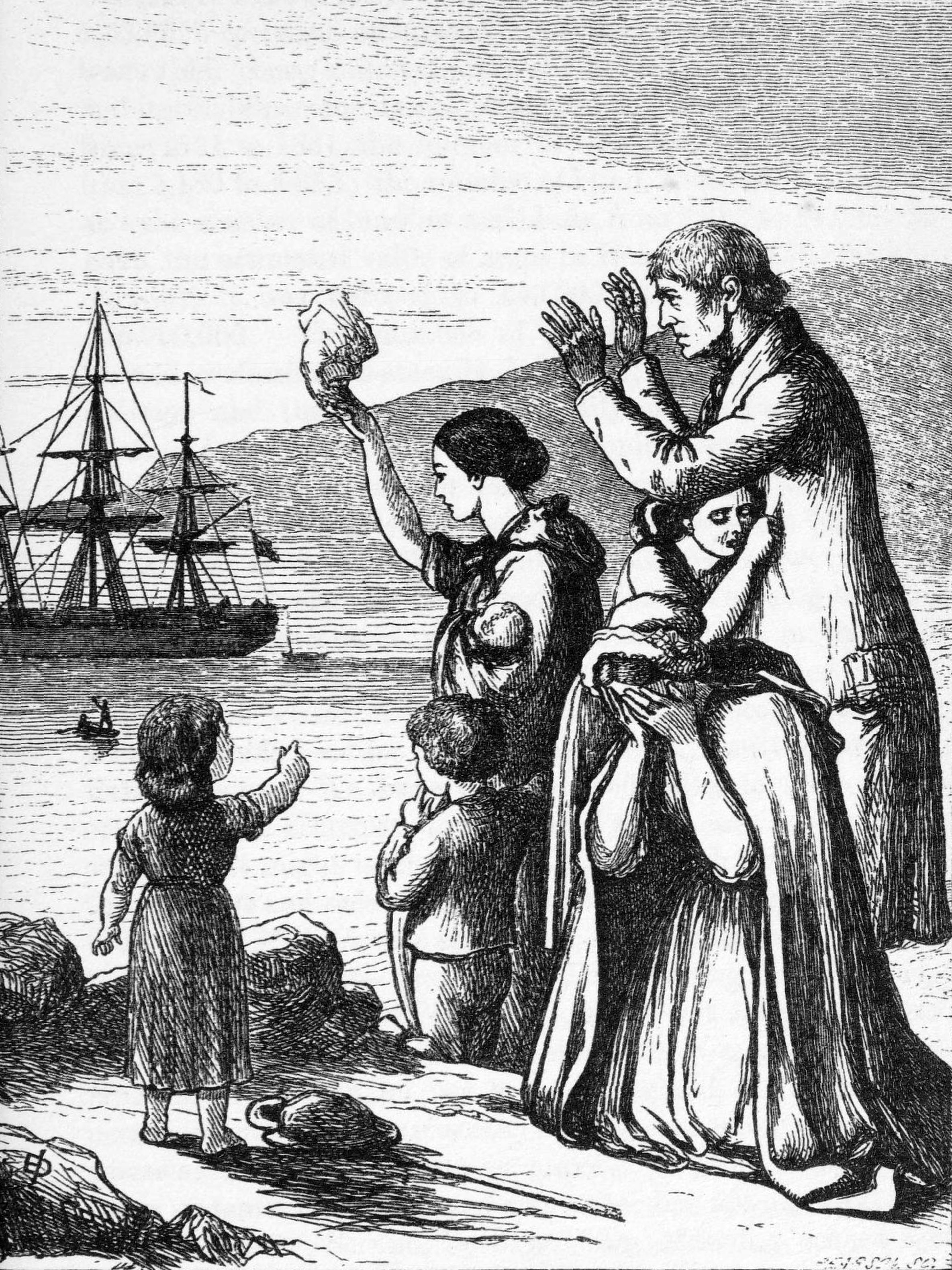
مهاجرون يغادرون أيرلندا لهنري دولي في 1868م

في بريطانيا أُلقي اللوم على أصحاب الأراضي الأيرلنديين، فهم من أنشأ الظروف التي ساعدت على حدوث المجاعة، كما أُلقي بعض اللوم على البرلمان البريطاني منذ بدء الحكم البريطاني في1800م، وقد أثارت عدد من الصحف هذا الأمر ومنها التايمز التي نشرت أن بريطانيا سببت في أيرلندا «فقرا عامًا وسخطا وتدهورا لا مثيل له في العالم، لقد سمحت لملاك الأراضي بامتصاص الدم من عروق الأيرلنديين المساكين».
وصف المؤرخ الأيرلندي فرانسيس ليون تفاعل الحكومة البريطانية في بداية المجاعة بـ«الناجح نسبيا»، فقد وجه رئيس الوزراء البريطاني روبرت بيل بشراء الذرة ودقيق الذرة بقيمة 100,000 جنيه سرًا من أميركا عبر وكيل بنكي لمواجهة دمار المحصول الكبير في خريف 1845م، ولم يُعلن عنها لكي لا تثبط همم أصحاب مشاريع الإغاثة الفردية والخاصة الأخرى، إلا أن السفينةَ لم تصل إلا في بداية عام 1846م بسبب أحوال الطقس، وبيعت الذرةُ ببنس للرطل، إلا أنها لم تكن صالحة للأكل وصعبة الطبخ والهضم.
سعى روبرت بيل في عام 1846م إلى إلغاء قوانين المحاصيل ورسوم الحبوب الجمركية التي جعلت ثمن الخبز مرتفعا، لكن إلغاءها لم يصلح من الأمر شيئا وازداد الأمر سوءا على الشعب الأيرلندي، ثم زاد رئيس الوزراء التالي جون رسل الأمر سوءا عندما أمر بإنشاء مشاريع تخلق وظائف للأيرلنديين، توظف حوالي نصف مليون شخص وقد أثبتت هذه المشاريع أنها صعبة إدارتها، بالإضافة إلى أن المسوؤل عن إدارة الإغاثة الحكومية البريطانية لأيرلندا قد أضعف من جهود الإغاثة لأنه اعتقد أن «الله أرسل هذه المصيبة لكي يعلم الأيرلنديين درسا»، وكما قال جون ميتشل فقد مات الكثير من الرجال الجائعين وهم يحفرون ويعبّدونَ طرقا لا حاجة لها.
طبقت إدارة رئيس الوزراء جون رسل اقتصاد عدم التدخل، وتركت الصادرات تخرج من أيرلندا إلى إنجلترا ، ثم أوقفت جهود الإغاثة تاركة مئات الآلاف بلا مال ولا طعام ولا عمل ، وبدأت فيما بعد ببرامج الإغاثة المباشرة عبر تقديم الطعام في أماكن العمال ومراكز التوزيع وجعلت ملاكَ الأراضي المحليين يدفعون ثمن طعام مستأجري أراضيهم فما كان منهم إلا تنصلوا من هذه المسؤولية وطردوا المستأجرين.

## جهود الإغاثة
جُمعت تبرعات بقيمة 14,000 جنيه استرليني من الجنود الأيرلنديين والموظفين الأيرلنديين في شركة الهند الشرقية في كلكتا، كما تبرع البابا بيوس التاسع بمبلغ مالي، وتبرعت الملكة فيكتوريا بألفي جنيه إسترليني، وتم جمع 171,533 جنيها من إنجلترا وأميركا وأستراليا استجابة لرسالة وجهتها الملكة فيكتوريا، وبلغ مجموع التبرعات البريطانية حوالي مئتي ألف جنيه إٍسترليني.

### مساعدة من الدولة العثمانية
أَعلنَ السلطانُ العثماني عبد المجيد الأول عن نيتِه التبرعِ بعشرةِ آلاف جنيه إسترليني للفلاحين الأيرلنديين، فطلبت ملكة بريطانيا فيكتوريا جعلها ألف جنيه لأنها هي نفسها لم تتبرع إلا بألفي جنيه، لكن السلطان العثماني أرسل ألف جنيه ومعها ثلاثة سفن محملة بالأطعمة، وقد منعت بريطانيا دخولها لمينائي بلفاست ودبلن، إلا أن الأطعمة وصلت إلى ميناء دروكيدا على متن السفن العثمانية. وتوجد رسالة شكر محفوظة في الأرشيف العثماني بتركيا موجهة إلى السلطان من وجهاء أيرلنديين لمساعدته واعترافا بجميله.

### مساعدة من الهنود الحمر
قامت مجموعة من الهنود الحمر التشوكتاو بجمع سبعمائة وعشرة جنيهات إسترلينية لمساعدة أيرلندا في منتصف المجاعة.

## الهجرة
هاجر بعض الأيرلنديين منذ عقود واستوطنون وعملوا وحولوا الأموال التي بلغت 1,404,000 في 1851م إلى أهاليهم في أيرلندا ليتمكنوا من المجيء أيضًا، لكن أعداد الهجرة بسبب المجاعة الكبرى بلغت 250 ألف مهاجر في سنة واحدة خلال المجاعة، ومجموع المهاجرين طوال المجاعة أكثر مليون شخص، هاجروا إلى إنجلترا واسكتلندا والولايات المتحدة الأميركية وكندا وأستراليا، وقد تركز من ذهب منهم إلى الولايات المتحدة الأميركية في مدن بوسطن وماساتشوسيتس ونيويورك وفيلادلفيا وبينسلفانيا وبالتيمور، ماريلاند، وأصبحوا مسيطرين على صناعة المعادن في بعض المناطق.

## ضحايا المجاعة

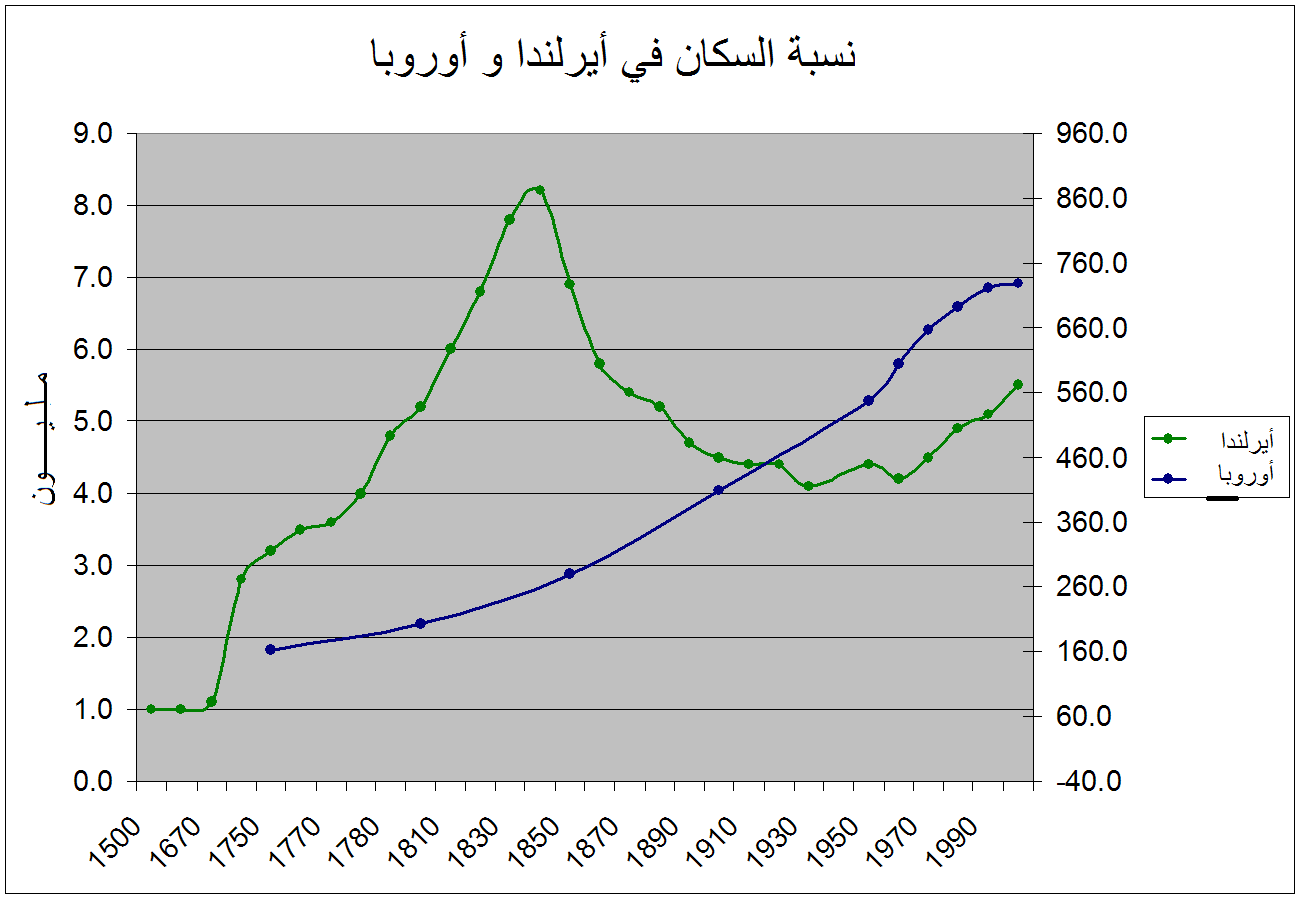
رسم بياني لعدد السكان في أيرلندا(على اليمين) وعدد السكان في أوروبا (على اليسار) مرتبة ترتيبًا تاريخيًا

لم يُعرف عدد الوفيات بالضبط لكن العديد ممن ماتوا ماتوا بسبب الأمراض لا الجوع ، وقد سجل بعض من شهد المجاعة وصفهم لما رأوه بأعينهم 
سجلت الإحصاءات أن عدد السكان في 1841م كان ثمانية ملايين ونصف ، وكان يُتوقع أن يبلغ سكان أيرلندا ما بين ثمانية ملايين إلى تسعة ملايين نسمة في 1851م، إلا أن السجلات قد أظهرت أن عدد السكان في 1851م أصبح 6,552,385 مليون أي نقصت مليون ونصف خلال هذه الفترة، وشقت الأمراض طريقها من خلال الأماكن المزدحمة كالملاجئ وأماكن التجمع، فحصدت أمراضٌ مثلتيفوس والحمى التيفية والسغل والوذمة والحصبة والإسهال وإلتهابات الجهاز التنفسي والسعال الديكي والعديد من الطفيليات المعوية وكذلك الإنفلونزا والجدري العديدَ من الأرواح البشرية .

## بعد المجاعة
ظلت محاصيل البطاطس السلعة الرئيسية في أيرلندا، وبلغ معدل الاستهلاك للفرد في نهاية القرن التاسع عشر أربعة أرطال في اليوم وكان الأعلى عالميا، وقد تضاءلت آثار المجاعات بعد ذلك وأصبحت في طي النسيان إلا عند المؤرخين، وانخفض عدد السكان في 1911م إلى 4.4 ملايين نسمة.
توجد الكثير من النصب التذكارية للمجاعة في أيرلندا خاصة في الأماكن الأكثر تأثرا وفي مهاجر الأيرلنديين حول العالم كالولايات المتحدة الأميركية.

## حواشي
1. ↑  William Bennett, Narrative of a Recent Journey of Six Weeks in Ireland (London, 1847)[37]

## الاستشهادات
1. ↑  Kinealy 1995، صفحات xvi–ii.
2. ↑  Kinealy 1994، صفحة 357.
3. ↑  Ó Gráda 2002، صفحة 7.
4. ↑  Woodham-Smith 1991، صفحة 19.
5. ↑  Kinealy 1994، صفحات xvi–ii, 2–3.
6. ↑  Kinealy 1995، صفحة xvii.
7. ↑  Woodham-Smith 1991، صفحة 31.
8. ↑  MacManus 1979، صفحات 458–459.
9. ↑  Póirtéir 1995.
10. ↑  Blake 1969، صفحة 179.
11. ↑  Woodham-Smith 1991، صفحات 20–1.
12. ↑  Laxton 1997.
13. ↑  Bourke، P. M. Austin (1960)، "The Extent of the Potato Crop in Ireland at the time of the Famine" (PDF)، Dublin: Journal of the Statistical and Social Inquiry Society of Ireland، دبلن، جزيرة أيرلندا: Statistical and Social Inquiry Society of Ireland، ج. XX, Part III، ص. 1–35، ISSN:0081-4776، مؤرشف من الأصل (PDF) في 2014-03-19، اطلع عليه بتاريخ 2011-04-10.
14. ↑  Póirtéir 1995، صفحة 19–20.
15. ↑  Donnelly، James S. Jr. (2010)، "XIII"، في W.E. Vaughan (المحرر)، Production, prices and exports, 1846–51، A New History of Ireland، Oxford University Press، ج. V، ص. 289، ISBN:978-0-19-957867-2
16. ↑  Neiderhauser, JS 1991 Phytophthora infestans: the Mexican connection pp 25–45 Symposium of the Mycological Society. Lucas, JA,
Shattock, RC, Shaw, DS, Cooke, LR, eds. مطبعة جامعة كامبريدج.
17. ↑  Kinealy 1995، صفحة 31.
18. ↑  Donnelly 2005، صفحة 42.
19. ↑  Kinealy 1995، صفحة 354.
20. ↑  The Nation Newspaper 1844.
21. ↑  The Last Conquest of Ireland (Perhaps
22. ↑  Duffy 2007، صفحة 312.
23. 1 2  Ranelagh 2000، صفحة 60.
24. ↑  Lyons 1973، صفحة 30.
25. 1 2  Kinealy 1995، صفحة 38.
26. ↑  Blake 1967، صفحات 221.
27. 1 2  Lyons 1973، صفحة 30–34.
28. ↑  Mitchel 1996، صفحة 16.
29. ↑  Woodham-Smith 1962، صفحات 408–11.
30. ↑  Ross 2002، صفحات 224, 311.
31. ↑  Kinealy 1995، صفحة 161.
32. ↑  Akay 2012.
33. ↑  Aymaz 2007.
34. ↑  "Abdülmecid'in İrlanda halkına yaptığı yardım 'efsane' değilmiş". Zaman. مؤرشف من الأصل في 2016-06-01. اطلع عليه بتاريخ 2013-05-20.
35. ↑  Foster 1988، صفحة 371.
36. ↑  Woodham-Smith 1991، صفحة 204.
37. ↑  Ghabhann 1997.
38. ↑  Society of Friends. Central Relief Committee 1852.
39. 1 2  Killen 2003.
40. ↑  Vaughan 1978.
41. ↑  Kennedy et al. 1999، صفحة 104.
42. ↑  Levi-Bacci.
43. ↑  Waldron، George B. (نوفمبر 1898). "The World's Bill of Fare". McClure's. مؤرشف من الأصل في 2016-06-17. اطلع عليه بتاريخ 2010-12-24.

## للمزيد من الإطلاع
- العثمانيون ومجاعة إيرلندا تقرير مراسلي الجزيرة - يوتيوب
- يوم أن أنقذ المسلمون إيرلندا من المجاعة!
- تاريخ المجاعة الإيرلندية بقلم صاحب النيافة جون أورورك
- معلومات من الأرشيف الوطني الإيرلندي عن المجاعة